# Wladimer Dumbadze
Wladimer (Akaki) Dumbadze, ros. Władimir Dumbadze (ur. 1879 we wsi Zomleti k. Ozurgeti, zm. 1934) – radziecki polityk gruzińskiego pochodzenia, przewodniczący Prezydium KC Komunistycznej Partii Azerbejdżańskiej SRR w 1920.
Członek RKP(b) i WKP(b), od 15 września do 24 października 1920 przewodniczący Prezydium KC Komunistycznej Partii Azerbejdżańskiej SRR. W 1927 został aresztowany i skazany na 3 lata zesłania na Krym.